# Sergentomyia emilii
Sergentomyia emilii är en tvåvingeart som först beskrevs av Vattier 1966.  Sergentomyia emilii ingår i släktet Sergentomyia och familjen fjärilsmyggor.
Artens utbredningsområde är Kongo. Inga underarter finns listade i Catalogue of Life.